# Gerichtsamt Falkenstein
Das Gerichtsamt Falkenstein war in den Jahren zwischen 1856 und 1874 die unterste Verwaltungseinheit und von 1856 bis 1879 nach der Abschaffung der Patrimonialgesetzgebung im Königreich Sachsen Eingangsgericht. Es hatte seinen Amtssitz in der Stadt Falkenstein/Vogtl.

## Geschichte
Im Jahre 1856 wurde nach dem Tod des Königs Friedrich August II. von Sachsen unter Regierung von dessen Nachfolger  König Johann nach dem Vorbild anderer Staaten des Deutschen Bundes die Abschaffung der Patrimonialgesetzgebung verordnet. An die Stelle der bisher im Königreich Sachsen in Stadt und Land vorhandenen Gerichte der untersten Instanz traten die zentral gelegenen Bezirksgerichte und Gerichtsämter in nahezu allen größeren Städten. Die Details der Verwaltungsreform regelte das sächsische Gerichtsverfassungsgesetz vom 11. August 1855 und die Verordnung über die Bildung der Gerichtsbezirke vom 2. September 1856.
Stichtag für das Inkrafttreten der neuen Behördenstruktur im Königreich Sachsen war der 1. Oktober 1856. Aufgelöst wurde das Königliche Gericht Falkenstein, das erst 1855 errichtet wurde. Das neu gebildete Gerichtsamt Falkenstein unterstand dem Bezirksgericht Plauen. Der Gerichtsbezirk bestand aus Falkenstein, Bergen, Boda, Dorfstadt, Ellefeld mit Hanneloh, Friedrichsgrün, Grünbach (Vorder- und Hinter-) mit Lochberg, Hammerbrücke mit Ritzbrücke, Pachthaus und Lux, Kottengrün, Neudorf mit unterem und oberen Pachthaus und Hofmeister, Neustadt mit Winn, Siebenhitz und Scheibenhaus, Oberlauterbach mit Irrgang, Pillmannsgrün mit Oberjägerswald, Poppengrün, Schönau, Siehdichfür, Trieb bei Bergen und Werda.
Nach der Neustrukturierung der Gerichtsorganisation gemäß dem Gesetz über die Organisation der Behörden für die innere Verwaltung vom 21. April 1873 gingen die Verwaltungsbefugnisse der Gerichtsämter 1874 auf die umgestalteten bzw. neu gebildeten Amtshauptmannschaften über.
Das Gerichtsamt Falkenstein wurde im Zuge der Neustrukturierung der sächsischen Gerichtsorganisation gemäß dem Gesetz über die Organisation der Behörden für die innere Verwaltung vom 21. April 1873 in die im Jahre 1874 neugeschaffene Amtshauptmannschaft Auerbach  mit Sitz in der Stadt Auerbach/Vogtl. integriert.
Das Gerichtsamt Falkenstein wurde 1879 auf Grund des Gesetzes über die Bestimmungen zur Ausführung des Gerichtsverfassungsgesetzes im Deutschen Reich vom 27. Januar 1877 und des Gesetzes über die Zuständigkeit der Gerichte in Sachen der nichtstreitigen Gerichtsbarkeit vom 1. März 1879 durch das neu gegründete Amtsgericht Falkenstein abgelöst.

## Richter
Die Leiter des Gerichtsamts trugen den Titel Gerichtsamtmann. Dies waren:
- Carl Gustav Grössel (ab 1856)[4]